# Jamarius Burton
Jamarius Burton (Charlotte, 15 april 2000) is een Amerikaans basketballer.

## Carrière
Burton speelde collegebasketbal van 2018 tot 2020 voor Wichita State Shockers. Daarna speelde hij een jaar voor Texas Tech Red Raiders voordat hij nog twee jaar speelde voor Pittsburgh Panthers. In 2023 werd hij niet gekozen in de NBA draft en tekende een contract bij het pas gepromoveerde Kortrijk Spurs. In de zomer van 2024 tekende hij in de Hongaarse competitie bij OSE Lions.  Door een blessure en de daarop volgende operatie miste hij de rest van het seizoen.